# Scutel (entomologie)

Morfologia unei insecte din clasa Pentatomoidea:
A: cap; B: torace; C: abdomen. 1: gheară; 2: tars; 3: tibie; 4: femur; 8: ochi compus; 9: antenă; 10: clipeu; 23: tergit dorsal; 25: pronot; 26: scutel; 27: clavus; 28: corium; 29: embolium; 30: membrană.

Scutelul (din latina scutellum = scut mic) sau mezoscutelul este o  porțiunea triunghiulară de la baza elitrelor întâlnită  la insectele coleoptere, hemiptere și homoptere.